# Jaime Lachica Sin
Jaime Lachica Sin (1928 - 2005) là một Hồng y người Philippines của Giáo hội Công giáo Rôma. Ông từng đảm nhận vai trò Tổng giám mục chính tòa Tổng giáo phận Manila từ 1974 đến 2003. Ông cũng từng đảm nhận vai trò Chủ tịch Hội đồng Giám mục Philippines. Hồng y Sin cũng tham dự hai mật nghị Hồng y năm 1978, chọn lần lượt Giáo hoàng Gioan Phaolô I và Giáo hoàng Gioan Phaolô II.

## Tiểu sử
Hồng y Sin sinh ngày 31 tháng 8 năm 1928 tại New Washington, Philippines. Sau quá trình tu học dài hạn tại âcc1 cơ sở chủng viện, ngày 3 tháng 4 năm 1954, Phó tế Sin tiến đến việc được phong chức linh mục. Giám mục chủ sự nghi thức truyền chức là Antonio Floro Frondosa, giám mục chính tòa Giáo phận Capiz. Linh mục Sin trở thành thành viên linh mục đoàn Tổng giáo phận Jaro.
Ngày 10 tháng 2 năm 1967, Tòa Thánh loan báo tuyển chọn linh mục Jaime Lachica Sin làm Giám mục Phụ tá Tổng giáo phận Jaro, Hiệu tòa Obba. Giám mục Tân cử đã được tấn phong sau đó vào ngày 18 tháng 3 sau đó. Ba giáo sĩ tham gia vào nghi thức truyền chức gồm có Antonio Floro Frondosa, giám mục chính tòa Giáo phận Capiz là chủ phong; hai vị phụ phong, gồm Juan Nicolasora Nilmar, Giám mục Phụ tá Jaro và Manuel Sandalo Salvador, giám mục Phụ tá Tổng giáo phận Cebu. Tân giám mục chọn cho mình châm ngôn:Serviam.
Ngày 15 tháng 1 năm 1972, ông được bổ nhiệm làm Tổng giám mục Phó của Jaro, Tổng giám mục Hiệu tòa Massa Lubrense. Ông kế nhiệm thành Tổng giám mục chính tòa Jaro vào ngày 8 tháng 10 cùng năm. Hơn một năm sau, Tòa Thánh bất ngờ loan báo tin thuyên chuyển Tổng giám mục Sin về làm Tổng giám mục Tổng giáo phận Manila ngày 21 tháng 1 năm 1974, Tân tổng giám mục đã đến nhận Giáo phận này vào lễ thánh Giuse 19 tháng 3 sau đó. Từ năm 1976 đến năm 1981, Tổng giám mục Sin còn kiêm nhiệm thêm nhiệm vụ Chủ tịch Hội đồng Giám mục Philippines.
Hai năm sau khi thuyển chuyển về Manila, thủ đô của Philippines, với công nghị Hồng y tổ chức ngày 24 tháng 5 năm 1976, Giáo hoàng Phaolô VI vinh thăng Tổng giám mục Sin tước vị Hồng y Đẳng Linh mục Nhà thờ Santa Maria ai Monti.
Ngày 15 tháng 9 năm 2003, ông từ nhiệm khỏi chức danh tại Manila, theo Giáo luật về giới hạn tuổi tác. Ông qua đời sau đó không lầu, vào ngày 21 tháng 6 năm 2005, thọ 77 tuổi.
Với chức danh hồng y, ông đã tham dự hai mật nghị hồng y là Mật nghị Hồng y tháng 8 năm 1978 và Mật nghị Hồng y tháng 10 năm 1978, chọn lần lượt Giáo hoàng Gioan Phaolô I và Giáo hoàng Gioan Phaolô II. Ông cũng có cơ hội tham dự Mật nghị Hồng y 2005, nhưng vì lý do sức khỏe, ông đã không đến tham gia.